# Georg David Anthon

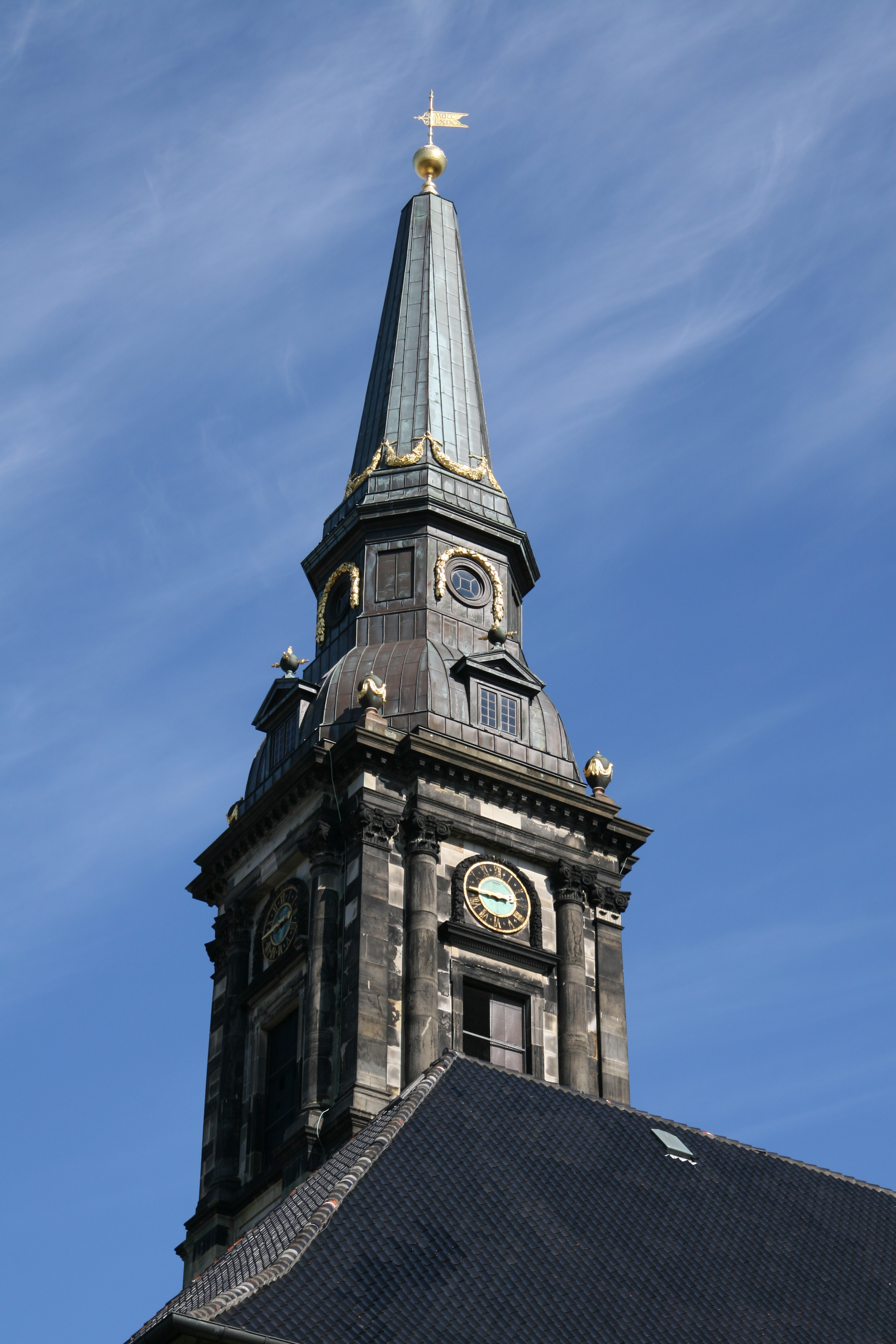
Spiran på Christians kirke i Köpenhamn.

Georg David Anthon, född i Nordtyskland 1714, död 30 augusti 1781, var en dansk arkitekt, svärson till Nicolai Eigtved. 
Georg David Anthon var elev till Eigtved och ledde flera arbeten för honom. Han blev 1748 lärare i geometri och arkitektur vid Kunstakademiet, sedan kunglig byggnadsinspektör, hovbyggmästare och inspektör över alla kungliga slott. Medlem av akademien blev han däremot aldrig; han ansökte om att bli det 1759, och akademien fann också, att han tillfullo förtjänade att bli upptagen till akademiledamot, men det lät sig inte göras, då akademin fann att denna värdighet inte var förenlig med uppgiften som lärare ("informator").
Christians kirke (den tidigare Frederikskirken) på Christianshavn i Köpenhamn är huvudsakligen Anthons verk, dess spira helt och hållet hans. Det danska godset Bregentved i dess tidigare utformning är byggt av Anthon, Thurebyholm anses också vara av honom. Anthon har även byggt den låga våningen på Hvide Stift på Vallø, som i övrigt har Thurah som upphovsman. Anthon byggde Frederiks Hospital med undantag av de två paviljongerna mot Bredgade och de två mot Amaliegade. Han utarbetade projekt till Marmorkirken och gav ut ett verk om pelarordnarna.